# Ormeau Hills
Ormeau Hills är en del av en befolkad plats i Australien. Den ligger i kommunen Gold Coast och delstaten Queensland, omkring 43 kilometer sydost om delstatshuvudstaden Brisbane. Antalet invånare är 1 212.
Närmaste större samhälle är Beenleigh, omkring 11 kilometer nordväst om Ormeau Hills. 
I omgivningarna runt Ormeau Hills växer huvudsakligen savannskog. Runt Ormeau Hills är det ganska tätbefolkat, med 120 invånare per kvadratkilometer. Genomsnittlig årsnederbörd är 1 424 millimeter. Den regnigaste månaden är januari, med i genomsnitt 275 mm nederbörd, och den torraste är oktober, med 21 mm nederbörd.